# Johan Thomas Lundbye
Pour les articles homonymes, voir Lundbye.
Johan Thomas Lundbye, né le 1er septembre 1818 à Kalundborg (Danemark) et mort le 25 avril 1848 à Bedsted (da) (Danemark), est un artiste peintre et graphiste danois.
Il est connu pour ses peintures d'animaux et de paysages. Il a été inspiré par l'appel de Niels Laurits Høyen à développer l'art nationaliste à travers des représentations des paysages caractéristiques du Danemark, de bâtiments et monuments historiques et de la population simple et rurale du pays. Il est devenu l'un des peintres romantiques nationaux de sa génération, avec P.C. Skovgaard et Lorenz Frølich, pour représenter régulièrement le paysage de Seeland.

## Biographie

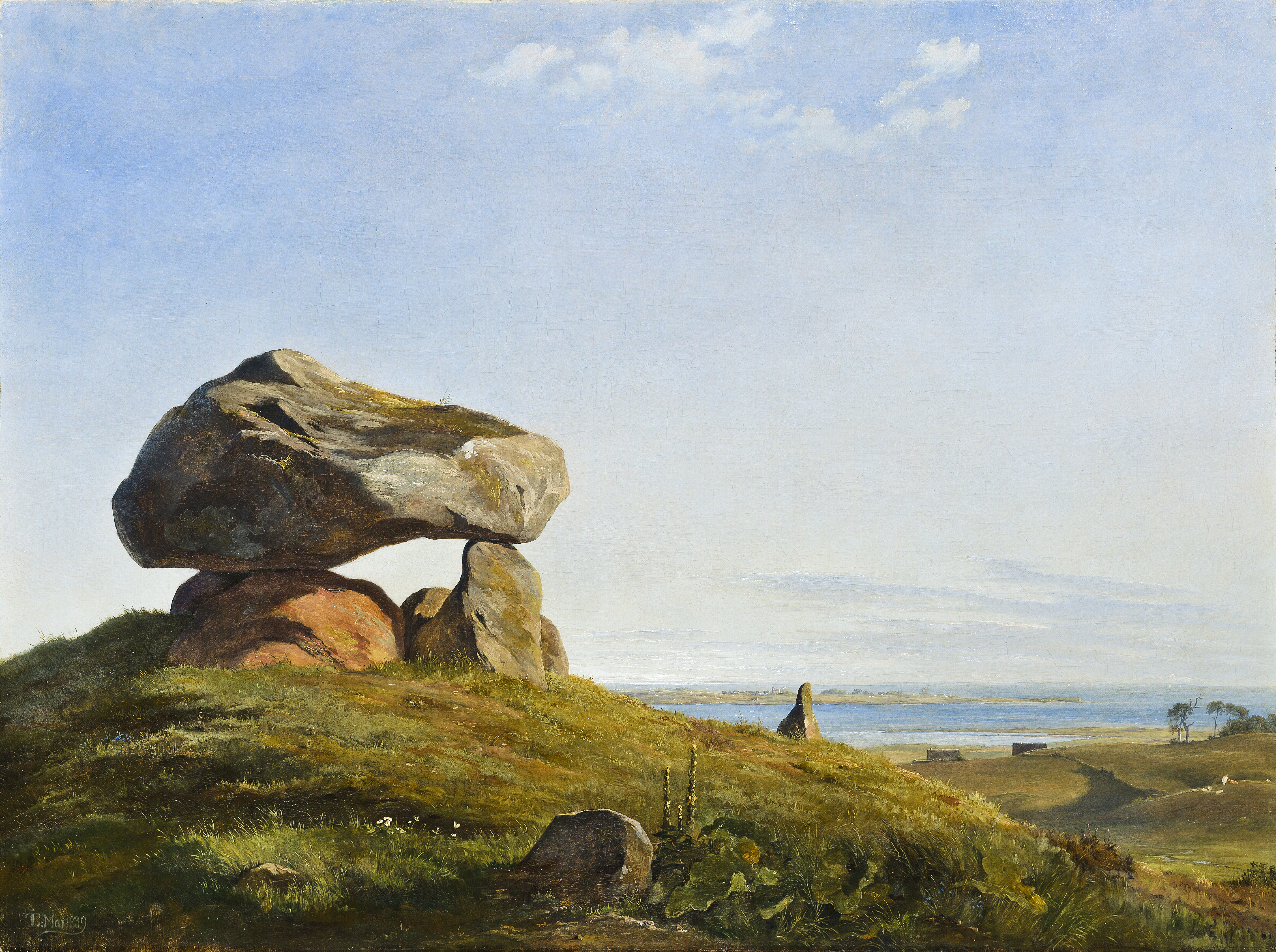
Un ancien tumulus à Raklev sur Refsnæs (1839).

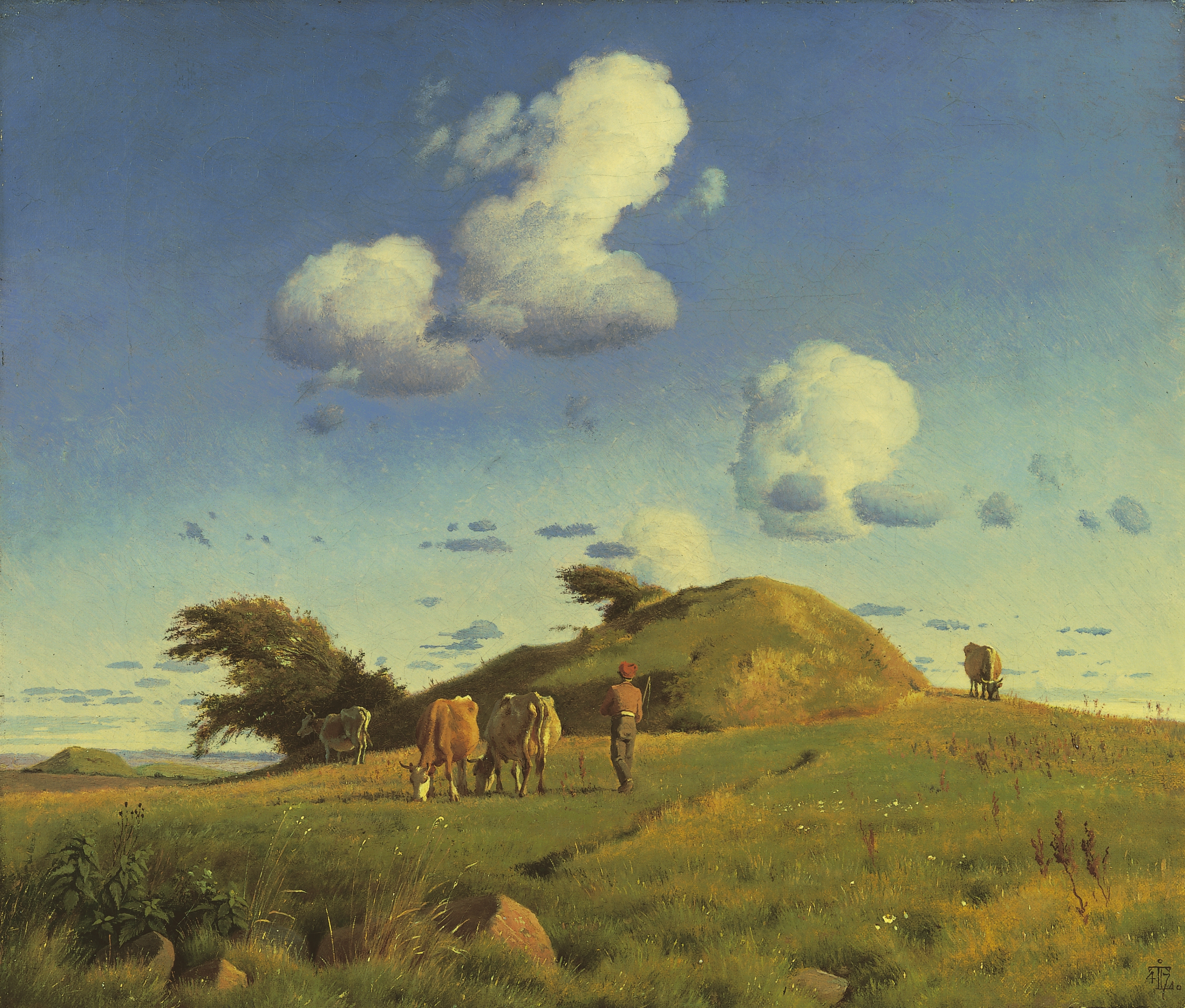
Paysage d'automne. Hankehøj à Vallekilde (1847).

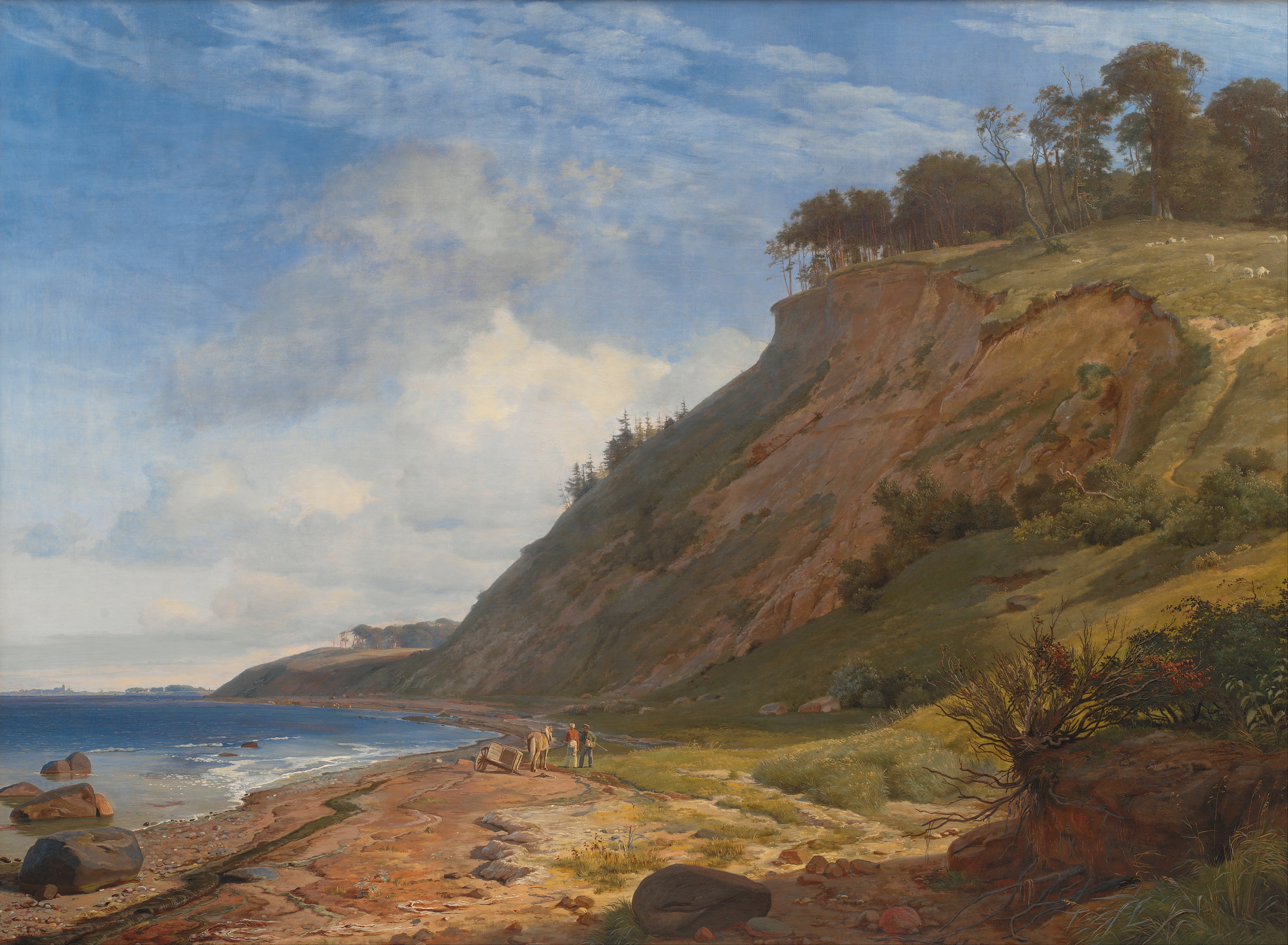
Une côte danoise. Vue de Kitnæs sur le fjord de Roskilde (1843).

Johan Thomas Lundbye naît à Kalundborg, sur l'île de Seeland, au Danemark. Il est l'un des fils de Joachim Theodor Lundbye (1778-1841) et de Cathrine Bonnevie (1792-1863). Il est issu d'une famille de militaires et est le frère de Christen Carl Lundbye (1812-1873) et d'Emanuel Andreas Lundbye (1814-1903), qui ont tous deux servi comme officiers militaires.
Dans son enfance, il était maladif. La famille déménage à Copenhague et, plus tard, à Frederikssund. Après la mort de son père, il retourne avec sa mère à Kalundborg. Il étudie en privé avec le peintre animalier Christian Holm (en) (1804-1846) et, à l'âge de 14 ans, il entre à l'école de dessin de Johan Ludwig Lund (1777-1867),.
En 1832, il entre à l'Académie royale danoise des arts à Copenhague, où il termine ses études en 1842. Il commence à exposer en 1835, et, en 1839, il peint En gravhøj fra oldtiden ved Raklev på Refsnæs (Un ancien tumulus à Raklev sur Refsnæs, 1839) et sa peinture Parti af Dyrehaven med Hjorte og Hinde (Vue du parc aux cerfs avec cerf et biche) est achetée par Kunstforeningen, la société d'art influente associée à l'historien d'art et critique Niels Laurits Høyen (1798-1870),,.
Dans les années suivantes, il concentre sa peinture sur la représentation de paysages. Son grand Kystparti ved Isefjord (« Vue de la côte à Isefjord ») est exposé en 1843 et acheté par la Royal Painting Collection, aujourd'hui la Statens Museum for Kunst. Il illustre Fabler pour Børn : Et halvhundrede Billeder du poète Hans Vilhelm Kaalund (1818-1885), un recueil de poésie pour jeunes enfants publié en 1845.
Il reçoit une bourse de voyage de l'Académie en 1845, renouvelée un an plus tard. Le 5 juin 1845, il quitte le Danemark et voyage à travers l'Allemagne (Altona, Düsseldorf, Cologne, Mayence, Strasbourg), du Rhin jusqu'en Suisse (Bâle, Genève), en France (Marseille), puis en Italie, où il peint Oxer i den romerske Kampagne (Les bœufs dans la campagne romaine), exposée en 1847 et achetée par la Royal Painting Collection.
Il retourna au Danemark le 18 juillet 1846 après un an et demi. Il surprend son cercle d'amis et annonce qu'il va vivre à la campagne pendant un an, dans une petite ferme près d'Elseneur (Helsingør). Cependant, la première guerre de Schleswig, connue au Danemark sous le nom de Guerre de Trois Ans (Treårskrigen), éclate et, au printemps 1848, il s'engage dans l'armée comme beaucoup d'autres jeunes artistes. Il meurt huit jours plus tard, le 26 avril 1848, à l'âge de 29 ans. On se demande s'il est mort d'une balle accidentelle ou si l'artiste, chroniquement déprimé, s'est suicidé,.

## Voir également
- Liste de peintres danois